# Cone Hill
Cone Hill är en kulle i Antarktis. Den ligger i Östantarktis. Nya Zeeland gör anspråk på området. Toppen på Cone Hill är 158 meter över havet.
Terrängen runt Cone Hill är varierad. Havet är nära Cone Hill åt nordväst. Trakten är glest befolkad. Närmaste befolkade plats är McMurdo Station, 8,1 kilometer sydväst om Cone Hill. 